# Tantanoola
Tantanoola – miasto w Australii, w stanie Australia Południowa.